# San Pablo (California)
San Pablo es una ciudad del Condado de Contra Costa en California, Estados Unidos. El pueblo está casi completamente rodeado por la ciudad de Richmond. En el censo de 2020 había 32,127 habitantes. La ciudad es la sede de la Universidad Comunitaria de Contra Costa así como del Casino San Pablo en una reserva indígena. La alcaldesa es Sharon Brown.
El área donde se ubica San Pablo fue originalmente territorio de la banda Cuchiyun del pueblo indígena Ohlone. La región fue tomada por los españoles a fines del siglo XVIII que la dieron a la Misión Dolores (Misión de San Francisco de Asís) para pastizal de ganado. En 1823, con la independencia de México, las propiedades de la iglesia se secularizaron y fueron otorgadas al exsoldado Francisco Castro. La finca fue llamada Rancho San Pablo y esto sirvió como origen del nombre de la actual ciudad así como del nombre de una de las vías con más antigüedad «San Pablo Avenue» (Avenida de San Pablo) o en español "El Camino Real de la Contra Costa".
Un foco histórico de la era mexicana de la ciudad es el «Alvarado Adobe» construido en 1842 por el hijo de Francisco Castro, Jesús María Castro para su madre Gabriela Berryessa Castro. A la muerte de Doña Gabriela en 1851 fue heredado por su hija Martina Castro de Alvarado, la esposa de Juan Bautista Alvarado quien fue gobernador desde 1836 a 1842. El "adobe" se ubica en el centro cívico (la municipalidad) de San Pablo y hoy funciona como un museo del período español y mexicano.
En el censo del año 2000, la población era 32% blanca, 18% negra, 1% indígena, 16% asiática, 0,5% de Oceanía, 25% de otras razas y 7% de raza mixta. El 45% de la población es de origen latinoamericano. El 43% habla inglés, el 40% español, 5% filipino, 3% vietnamita, 3% hmong-mien, 2% lao, 1% panyabí, 1% portugués, 1% chino, 1% hindi, y el 1% habla otros idiomas, ninguno de los cuales tiene más de 0,5% de hablantes.

## Educación
El Distrito Escolar Unificado de West Contra Costa gestiona escuelas públicas.
La Biblioteca del Condado de Contra Costa gestiona la San Pablo Library.